# Vincent Paronnaud

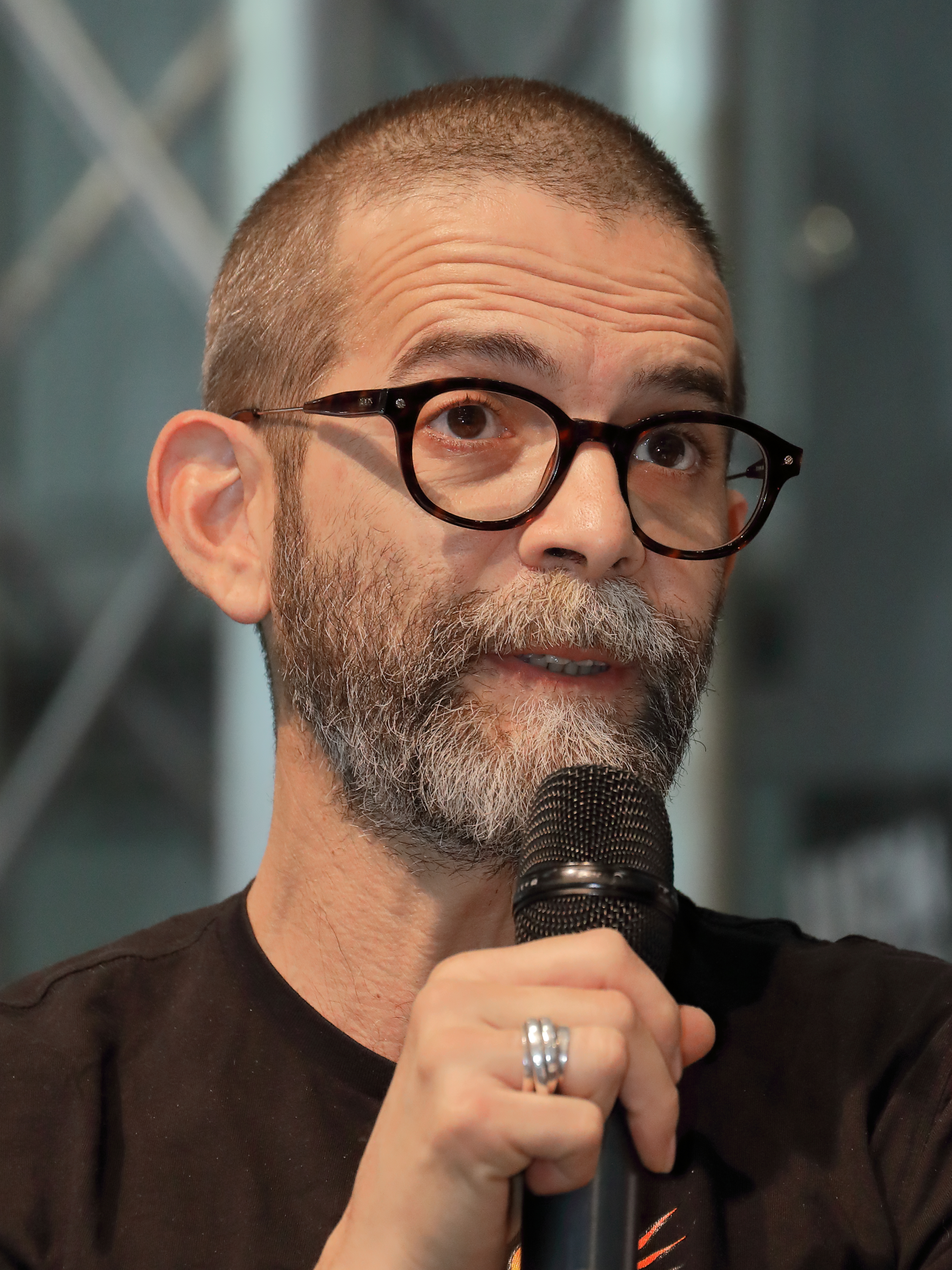
Vincent Paronnaud (2019)

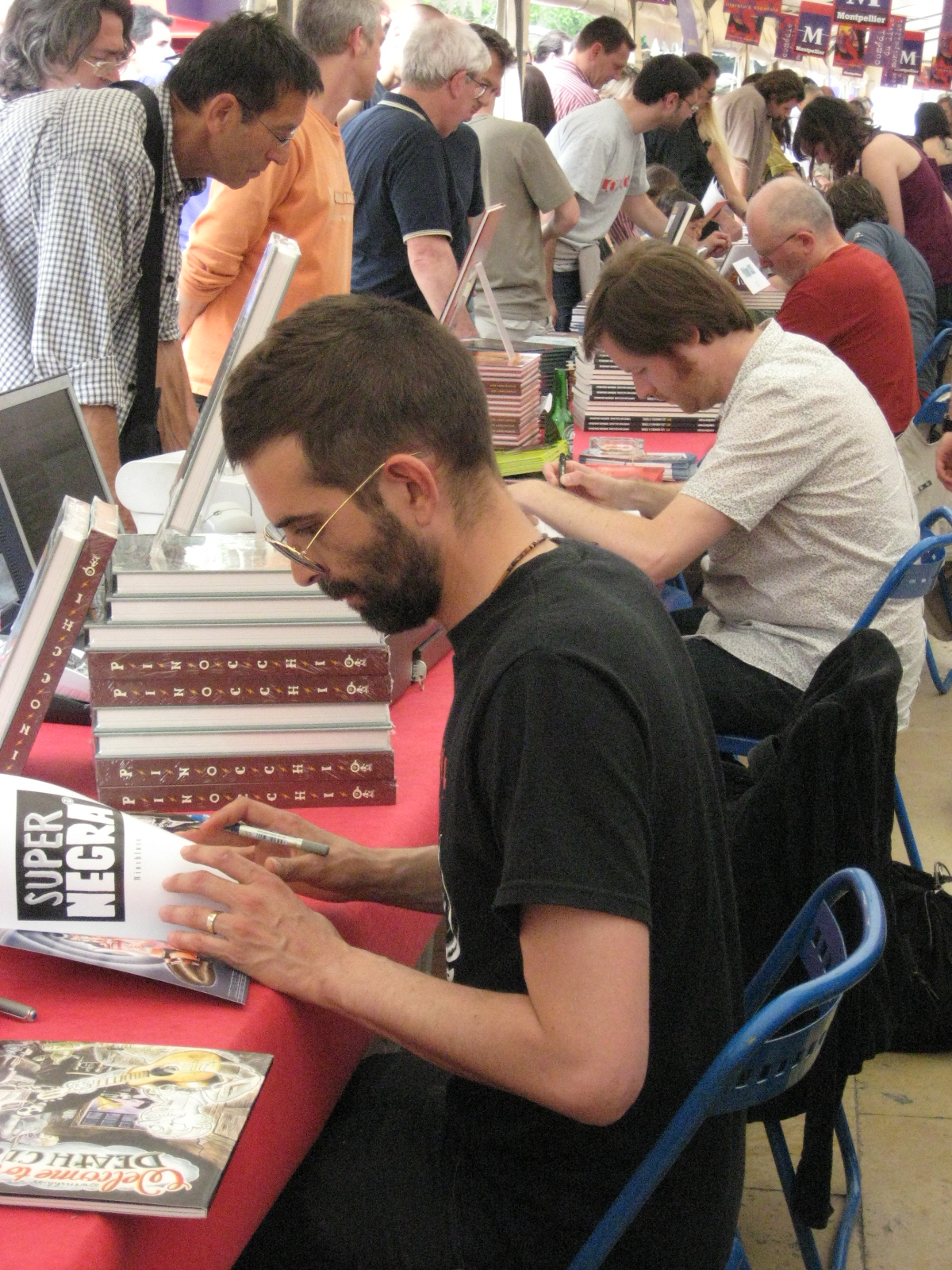
Vincent Parannaud 2009 bei der Comédie du livre in Montpellier

Vincent Paronnaud, Künstlername Winshluss (* 1970 in La Rochelle), ist ein französischer Comiczeichner, Drehbuchautor und Regisseur. Einem breiten Publikum wurde er bekannt als Co-Regisseur der Filme Persepolis und Huhn mit Pflaumen.

## Leben
Paronnaud begann seine Karriere mit ersten Veröffentlichungen im Fanzine Les Aventures de Miguel im Jahr 1995. Er veröffentlichte mehrere Comics in Zusammenarbeit mit dem französischen Comickünstler Cizo, mit dem er auch zwei Kurzfilme herausbrachte. Sein erstes eigenes Album Super Negra entstand 1999.
Zusammen mit der iranischen Comiczeichnerin Marjane Satrapi veröffentlichte er 2007 deren Graphic Novel Persepolis als Animationsfilm. Beide führten Regie und sie zeichneten auch die meisten Filmsequenzen. Der Film wurde mehrfach ausgezeichnet und erhielt unter anderem den Jurypreis bei den Internationalen Filmfestspielen von Cannes im Jahr 2007, zudem war er für den Oscar nominiert. 2011 erschien mit Huhn mit Pflaumen ein zweiter Film des Duos.

## Filmografie
Als Drehbuchautor
- 2002: 7 jours au Groland

Als Drehbuchautor und Regisseur
- 2004: Raging Blues
- 2007: Persepolis (Persépolis)
- 2009: Villemolle
- 2010: Il était une fois l’huile
- 2011: Huhn mit Pflaumen (Poulet aux prunes)
- 2017: La mort, père et fils
- 2020: Hunted – Waldsterben (Hunted)

## Werke (Auswahl)
- Super Negra. Requins Marteau, 2002, ISBN 978-2-909590-41-7 (französisch)
- Smart Monkey. Cornélius Editions, 2004, ISBN 978-2-909990-91-0 (französisch)
- Wizz et Buzz, Tome 1 (mit Cizo). Delcourt, 2006, ISBN 978-2-84789-931-3 (französisch)
- Pinocchio. Übersetzung Kai Wilksen, avant-verlag, Berlin, 2009, ISBN 978-3-939080-40-4
- Welcome to the Death Club. Cornélius Editions, 2010, ISBN 978-2-915492-87-3 (französisch)
- In God We Trust. Übersetzung Uli Pröfrock, avant-verlag, Berlin 2016, ISBN 978-3-945034-41-5

## Auszeichnungen
- 2007: Jurypreis, Internationale Filmfestspiele Cannes für Persepolis
- 2007: Nominierung für den Oscar in der Kategorie Bester Animationsfilm für Persepolis
- 2009: Preis für das beste Comicalbum, Festival International de la Bande Dessinée d’Angoulême für Pinocchio
- 2016: Pépite d’Or des Salons du livre et de la presse jeunesse für Dans le forêt sombre er mystérieuse